# Una relazione privata
Una relazione privata (Une liaison pornographique) è un film del 1999 diretto da Frédéric Fonteyne.
Il film è stato presentato in concorso alla 56ª Mostra internazionale del cinema di Venezia, vincendo il Premio per la miglior interpretazione femminile (Nathalie Baye) e il Premio Pasinetti (Sergi López).

## Trama
In un'intervista da una testata per soli uomini, un uomo racconta degli incontri con una donna, conosciuta attraverso la prima messaggeria telematica francese Minitel, incontri in una stanza d'albergo per soddisfare una fantasia sessuale, probabilmente parafiliaca. Insidiosamente emergono i sentimenti e si crea una relazione, così il sesso non è più l'unica cosa che li unisce.

## Riconoscimenti
- 1999 - Mostra internazionale d'arte cinematografica
  - Miglior interpretazione femminile (Nathalie Baye)
  - Premio Pasinetti (Sergi López)